# Bleiburg
Bleiburg (slowenisch Pliberk) ist eine zweisprachige Stadtgemeinde mit 3989 Einwohnern (Stand 1. Jänner 2024) und Bezirksgerichtssitz im Bezirk Völkermarkt in Kärnten. Die Stadtgemeinde liegt im Jauntal, am Fuße der Petzen. Ihren Namen verdankt sie dem früheren Bergbau. Nahe Bleiburg kam es 1945 zum Massaker von Bleiburg, die den Ort bzw. das nahe gelegene Loibacher Feld zu einem wichtigen kroatischen Erinnerungsort machen.

## Geographie

### Geographische Lage
Das Gemeindegebiet liegt am Jaunfeld südlich der Drau (im Südosten Kärntens) und grenzt an Slowenien. Der Hauptort Bleiburg ist ungefähr vier Kilometer von der Grenze zwischen Österreich und Slowenien entfernt.

### Gemeindegliederung
Bleiburg ist in 12 Katastralgemeinden gegliedert:
- Aich, Bleiburg, Grablach, Kömel, Moos, Oberloibach, Rinkenberg, St. Margarethen, Schattenberg, Unterloibach, Weißenstein und Woroujach.

Das Gemeindegebiet umfasst 23 Ortschaften (in Klammern Einwohnerzahl Stand 1. Jänner 2024):
- Aich (Dob) (146)
- Bleiburg (Pliberk) (1331)
- Dobrowa (Dobrova) (19)
- Draurain (Brege) (8)
- Ebersdorf (Drveša vas) (574)
- Einersdorf (Nonča vas) (278)
- Grablach (Grablje) (31)
- Kömmel (Komelj) (61)
- Kömmelgupf (Komeljski vrh) (16)
- Loibach (Libuče) (387)
- Lokowitzen (Lokovica) (5)
- Moos (Blato) (160)
- Replach (Replje) (63)
- Rinkenberg (Vogrče) (272)
- Rinkolach (Rinkole) (91)
- Ruttach (Rute) (38)
- St. Georgen (Šentjur) (35)
- St. Margarethen (Šmarjeta) (65)
- Schattenberg (Senčni Kraj) (18)
- Schilterndorf (Čirkovče) (136) samt Heiligengrab
- Weißenstein (Belšak) (23)
- Wiederndorf (Vidra vas) (167)
- Woroujach (Borovje) (65)

### Nachbargemeinden
|                       | Ruden                                       | Neuhaus                     |
| Eberndorf             | Kompassrose, die auf Nachbargemeinden zeigt | Prevalje, Ravne na Koroškem |
| Feistritz ob Bleiburg | Mežica                                      |                             |

## Geschichte

### Mittelalter und Neuzeit
Seit der Besiedlung des Gebietes durch die Karantaner-Slawen im 6. Jahrhundert und der Errichtung des karantanischen Staatswesens im 7. Jahrhundert ist das Gebiet um Bleiburg eng mit der slowenischen Kulturgeschichte verbunden. Die in der Gegend gesprochene slowenische Mundart ist eine Variante des Jauntaler Dialektes (slow. podjunščina).

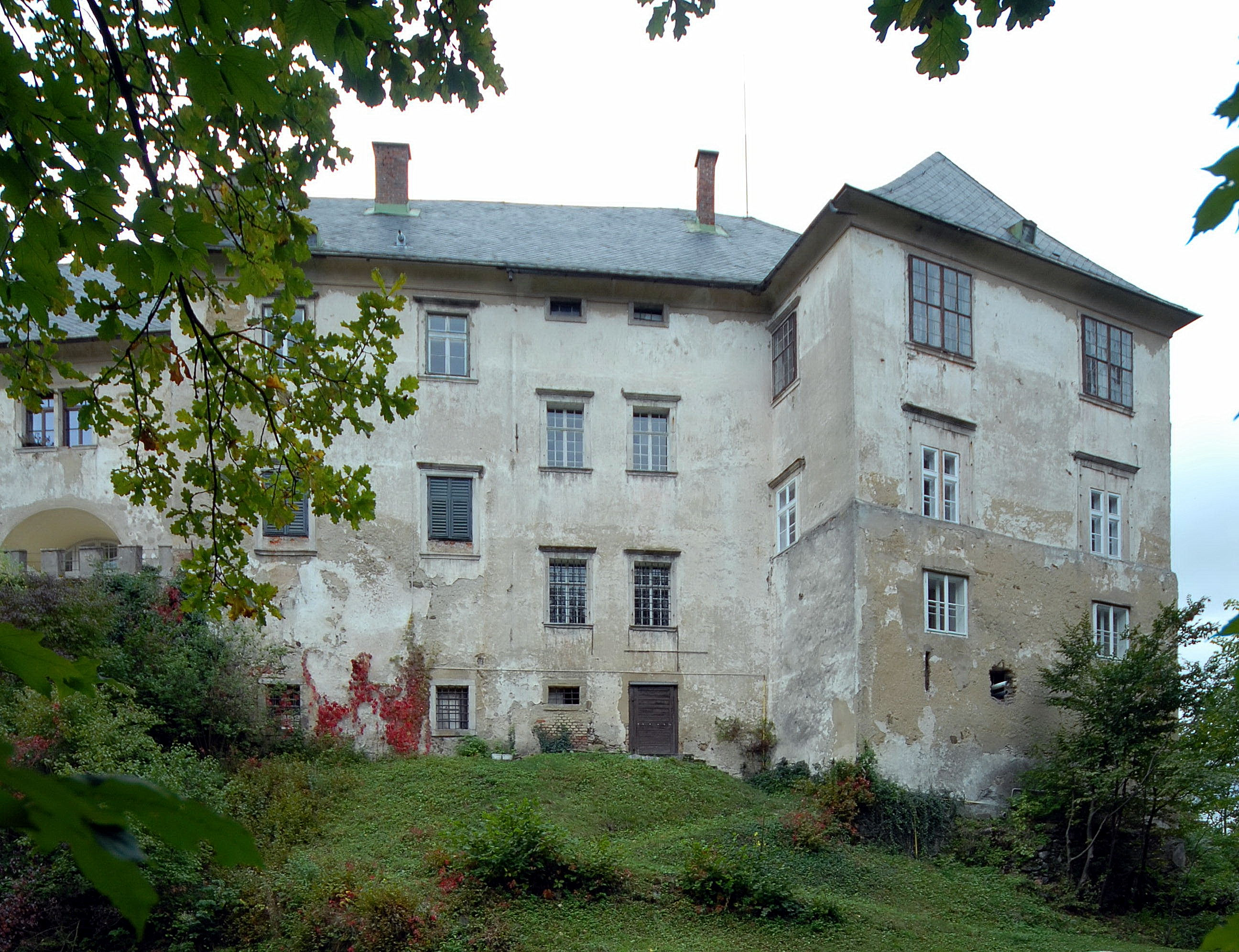
Schloss Bleiburg

Die erste urkundliche Erwähnung findet sich vor dem Jahr 1000: Bischof Albuin von Brixen (der Sohn der von Kärntnern beider Sprachen als Volksheilige verehrten Hildegard von Stein) schenkte seinem Bruder, dem Grafen Aribo, das Gut Liupicdorf, das spätere Bleiburg. Im Jahr 1228 wurde Bleiburg erstmals als castrum et forum pliburch erwähnt.
Im 13. Jahrhundert kam das Gebiet in den Besitz der Grafen von Heunburg, danach der Pfannberger und ab 1338 der Auffensteiner. Durch deren Aufstand und Verschwörung gegen die Habsburger kam es 1368 zur Belagerung und Verwüstung des Marktes, der danach in landesfürstlichen Besitz geriet. Wieder aufgebaut, erhielt er 1370 das Stadt- und 1393 das Marktrecht. Dieses bildet noch heute die rechtliche Grundlage für den Bleiburger Wiesenmarkt, der jährlich stattfindet. 1473, 1476, 1478 wurde die Stadt von den Türken stark zerstört, im Jahr darauf wurde die Stadtbefestigung erneuert.
1739 verwüstete ein großer Brand die Stadt.
1864 wurde Bleiburg an die Bahnlinie Franzensfeste–Klagenfurt–Marburg angeschlossen.
Im Jahr 1880 hatte die Stadtgemeinde Bleiburg 1.121 Einwohner. Davon waren 934 deutsch- (83 %) und 171 slowenischsprachig (15 %).
Nach dem Ende des Ersten Weltkrieges marschierten am 23. November 1918 südslawische Truppen in Bleiburg ein. Laut Bleiburger Schulchronik wurden in dieser Zeit alle deutschen Schilder und Straßentafeln entfernt und letztere durch slowenische ersetzt. Es kam auch zu Plünderungen und Verhaftungen. Im Zuge des Kärntner Abwehrkampfs wurde Bleiburg am 5. Mai 1919 durch Kärntner Truppen befreit, wurde aber schließlich am 29. Mai 1919 erneut durch südslawische Einheiten besetzt. Bei der im Vertrag von Saint-Germain beschlossenen Volksabstimmung im Südosten Kärntens am 10. Oktober 1920 stimmte die überwiegend deutschsprachige Stadt Bleiburg ganz überwiegend für Österreich und das mehrheitlich slowenischsprachige Umland für Jugoslawien. Infolge musste Bleiburg durch Jugoslawien geräumt und an Österreich übergeben werden. In Erinnerung an dieses für Kärnten günstige Ergebnis der Volksabstimmung wurde der Hauptplatz der Stadt in 10. Oktober Platz umbenannt. Da das Kärntner Mießtal ohne Volksabstimmung an Jugoslawien abgetreten werden musste, wurde Bleiburg 1920 jedoch gleichzeitig auch zur unmittelbaren Grenzstadt mit seinen volkswirtschaftlichen Nachteilen.

### Zwischenkriegszeit und Zweiter Weltkrieg
Die Zwischenkriegszeit bedeutete eine zunehmende institutionelle und systematische Diskriminierung der Slowenen, die mit dem Anschluss, vor allem aber nach dem Überfall auf Jugoslawien allumfassend wurde. Sämtliche slowenischen Vereine sowie die Sprache selbst wurden verboten und deren Gebrauch unter Strafe gestellt. Im Zuge des Balkanfeldzuges der deutschen Wehrmacht waren 1941 bereits 60.000 Slowenen aus der besetzten slowenischen/jugoslawischen Untersteiermark deportiert. Im April 1942 wurden dann auch planmäßig Slowenen aus Kärnten u. a. aus dem Bleiburger Raum deportiert. Das führte in der Folge zum organisierten bewaffneten Widerstand in Südkärnten und in den Karawanken, der schließlich zur militärischen Befreiung von der nationalsozialistischen Terrorherrschaft sowie maßgeblich zur Wiedererrichtung Österreichs beitrug.
Nach dem Ende des Zweiten Weltkrieges verübten jugoslawische Partisanen rund um das Gemeindegebiet das Massaker von Bleiburg, nachdem Mitte Mai 1945 in der Grenzstadt Bleiburg Tausende kroatische Domobranen, Ustascha-Soldaten und slowenische Domobrancen von den Briten an das titokommunistische Jugoslawien ausgeliefert wurden. Ebenso wurden etliche österreichische Staatsbürger Deutschkärntner und deutschgesinnt slowenischsprachige Menschen aus Bleiburg und Südkärnten getötet.
Zwar wird bereits seit 1945 international zu den Ereignissen in Bleiburg geforscht, es gibt jedoch bis heute keine offiziellen Opferzahlen. Auch gesicherte Daten aufgrund von tatsächlichen Exhumierungen liegen bislang nicht vor. Die in der Forschung genannten Zahlen beziehen sich in der Hauptsache auf Quellen der Sicherheitsdirektion von Kärnten, der kriminalpolizeilichen Ermittlungen der slowenischen Polizei und wissenschaftlichen Forschungsergebnissen der slowenischen Regierungskommission für Massengräber. Die Opfer von Liescha wurden entweder tot (von Mießtal, Bleiburg) dort hingebracht oder erschossen; aber einige auch erschlagen. Anfangs wurden sie nur mit Reisig zugedeckt. Nach ein paar Monaten, als der Leichengeruch zu extrem wurde, hat man sie notdürftig in einer ehemaligen 21 Meter langen, 3 Meter breiten und 2,5 Meter tiefen Kohlengrube verscharrt.
Im Rahmen der vom österreichisch-kroatischen Verein Bleiburger Ehrenzug und von der Katholischen Kirche Kroatiens ausgerichteten Gedenkveranstaltungen für die „Opfer von Bleiburg“ kommen Mitte Mai jedes Jahr bis zu 30.000 Besucher vor allem aus Kroatien, Bosnien-Herzegowina und aus ganz Europa nach Bleiburg; darunter kroatische Nationalisten und Rechtsextremisten, Politiker, Kleriker und Fernsehstars, ehemalige Ustaša-Kämpfer und SS-Soldaten sowie Neonazis aus Deutschland und Österreich, um der Soldaten der faschistischen Ustaša, der Waffen-SS und der gefallenen Soldaten der Wehrmacht zu gedenken. Laut Dokumentationsarchiv des österreichischen Widerstandes (DÖW) ist es das „größte Neonazitreffen in Europa“, das aber keineswegs nur von Neonazis und Rechtsextremisten besucht werde.

### Zweite Republik
1964 wurde Bleiburg an die neu errichtete Jauntalbahn angeschlossen, welche die Stadt mit der Lavanttalbahn verbindet.

## Kulturni dom Pliberk/Bleiburg und Kulturverein Edinost

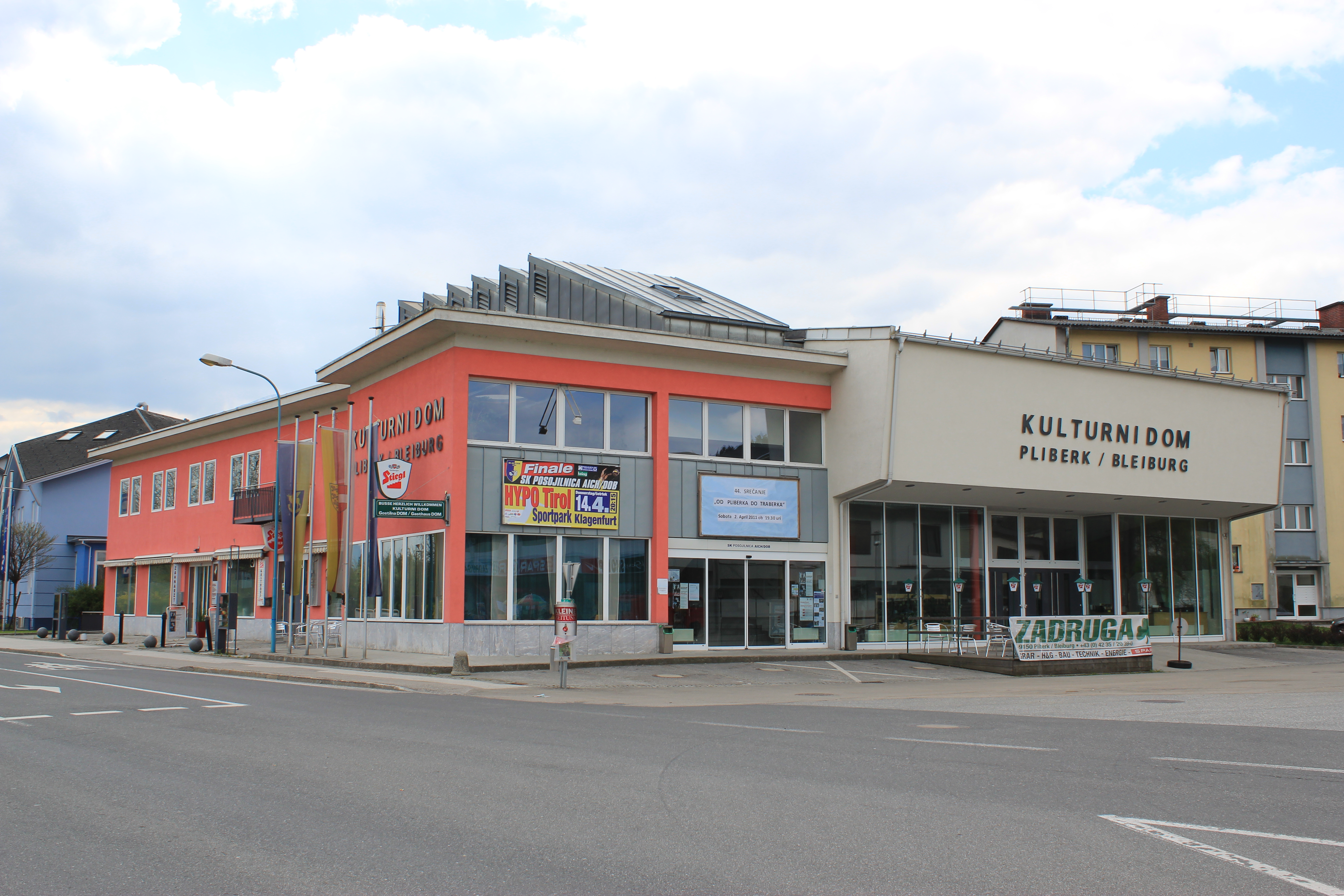
Kulturni Dom Pliberk/Bleiburg

Das organisierte Kulturleben der Slowenen reicht ins Jahr 1888 zurück. Damals wurde für Bleiburg der Kyrill-und-Method-Verein mit Sitz in St. Michael ob Bleiburg / Šmihel pri Pliberku gegründet, der bis 1910 aktiv war.
Von größter Bedeutung wurde in der Folge der am 20. Mai 1909 gegründete slowenische Kulturverein „Edinost“ (Einheit), der zunächst noch dem Namen „Katoliško slovensko izobraževalno društvo v Pliberku“ (Katholischer slowenischer Bildungsverein in Bleiburg) trug. Wesentliche Vereinsziele waren die Festigung der slowenischen Identität sowie Bildung und Kultur in den breiten Bevölkerungsschichten zu verbreiten. Angeboten wurden zahlreiche Bildungskurse, eine Bücherei u. v. m. Eine Laienspielgruppe wirkte erfolgreich, eine Frauensektion wurde eingerichtet. Die berühmte slowenische Volkspoetin Milka Hartman leitete Haushaltskurse.  Sitz des Vereines war der sog. Narodni dom (Volksheim) am Bleiburger Hauptplatz. Auch die slowenische Posojilnica (Spar- und Darlehenskasse) hatte dort ihren Sitz.
Nach 1945 wurde der slowenische Kulturverein wieder gegründet. Zunächst sammelte der aus dem KZ Dachau zurückgekehrte Foltej Hartmann Burschen um sich und belebte das slowenische Volkslied und den Chorgesang. In der Folge wurde die Tätigkeit stark ausgeweitet. Der Kulturverein Edinost ist bis heute einer der bedeutenden Kulturträger der Stadt Bleiburg / Pliberk.
Heute ist die zentrale slowenische Kultureinrichtung der Stadt und der gesamten Region das „Kulturni dom Pliberk/Bleiburg“. Die Entscheidung zum Neubau fiel 1993; der Grundstein dafür wurde 1996 gelegt. Finanzielle Hilfe für die Errichtung leisteten die Europäische Union, die Republik Österreich und die Republik Slowenien, das Land Kärnten, die Gemeinde sowie die autonome Provinz Südtirol. Diesen zur Seite standen die heimische Wirtschaft und die Bevölkerung.
Seit der ersten Veranstaltung im Februar 1999 ist der „Dom“, wie das Kulturhaus genannt wird, zentraler Treffpunkt der lokalen, regionalen und überregionalen Kunst- und Kulturszene. Der Mehrzweckbau, seit April 2004 in Betrieb, verfügt neben dem Kultursaal über eine Sporthalle, eine reich bestückte Bücherei und eine Gaststätte, das DOM.

## Bevölkerung

### Sprache und Religion

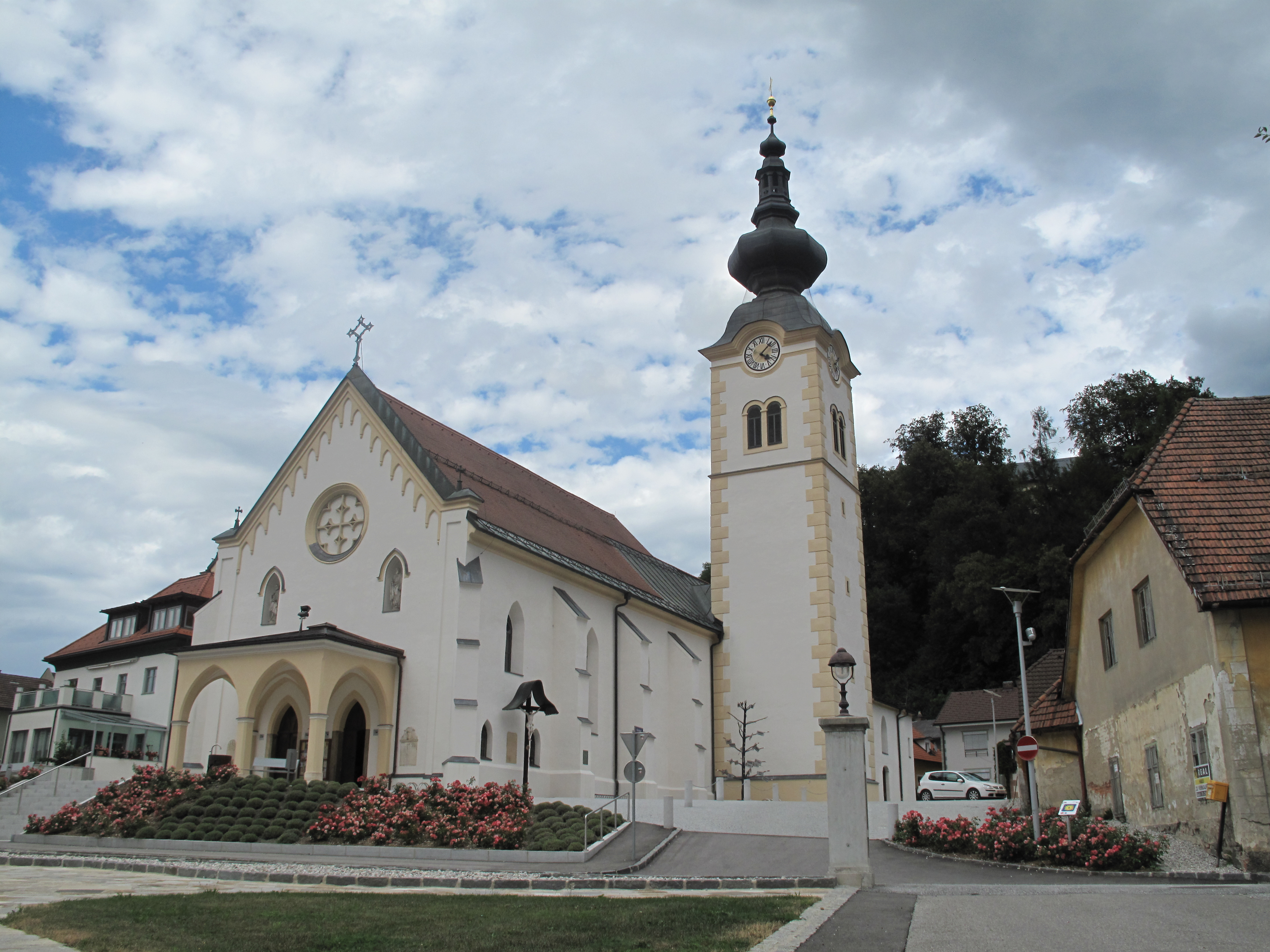
Pfarrkirche Bleiburg

Nach der Volkszählung 2001 hatte die Stadtgemeinde Bleiburg 4.083 Einwohner, davon waren 95,0 % österreichische und 2,5 % bosnische Staatsbürger. 30,4 % der Bevölkerung gaben Slowenisch (teilweise in Kombination mit Deutsch) als Umgangssprache an.
Zur römisch-katholischen Kirche bekannten sich 92,2 % der Gemeindebevölkerung, zur orthodoxen Kirche 1,7 %, zur evangelischen Kirche 1,6 % und zum Islam 1,1 %. Ohne religiöses Bekenntnis waren 2,0 %. Die Pfarren des Dekanats Bleiburg/Pliberk sind sämtlich zweisprachig.

## Kultur und Sehenswürdigkeiten

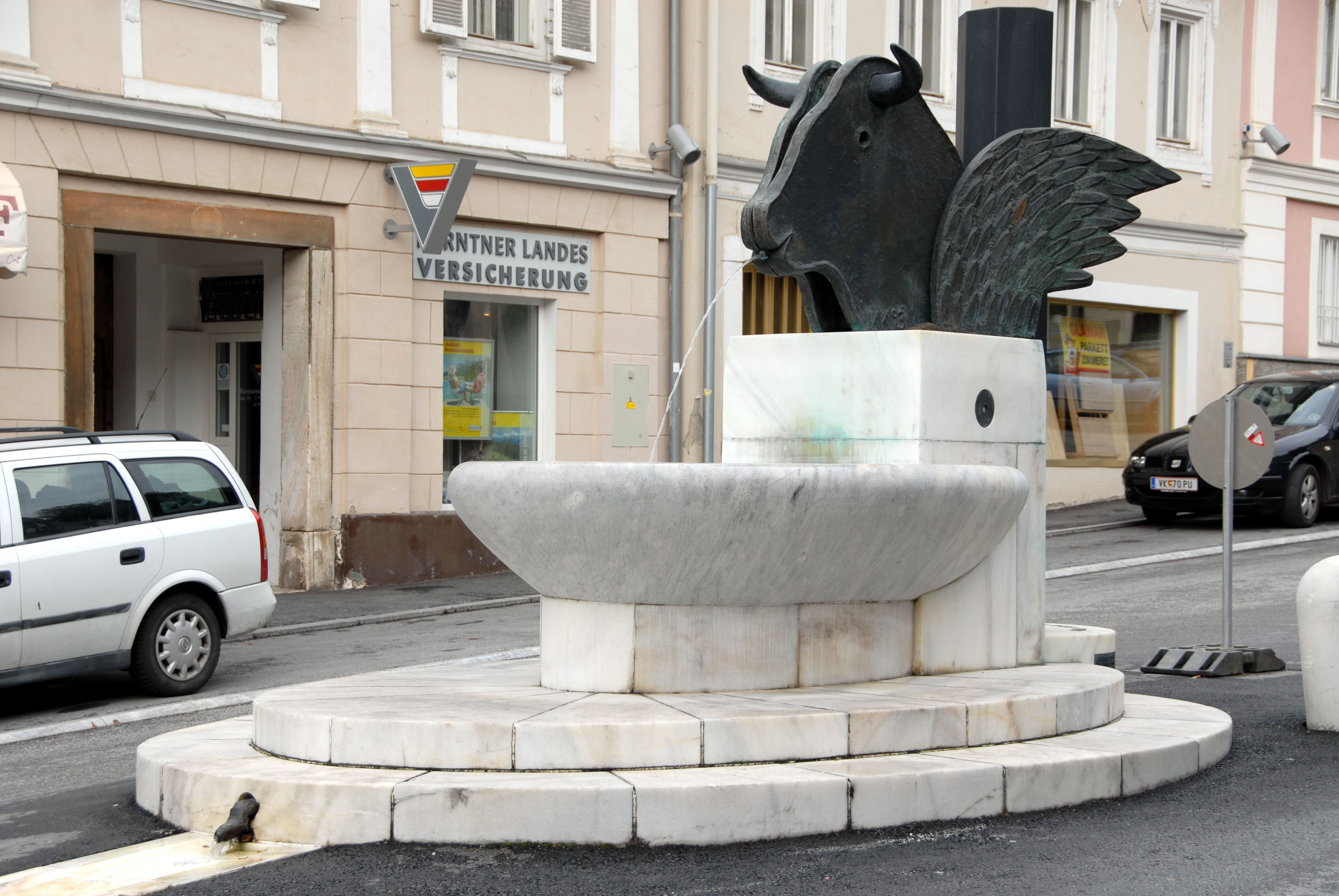
Freyungsbrunnen von Kiki Kogelnik am Hauptplatz von Bleiburg

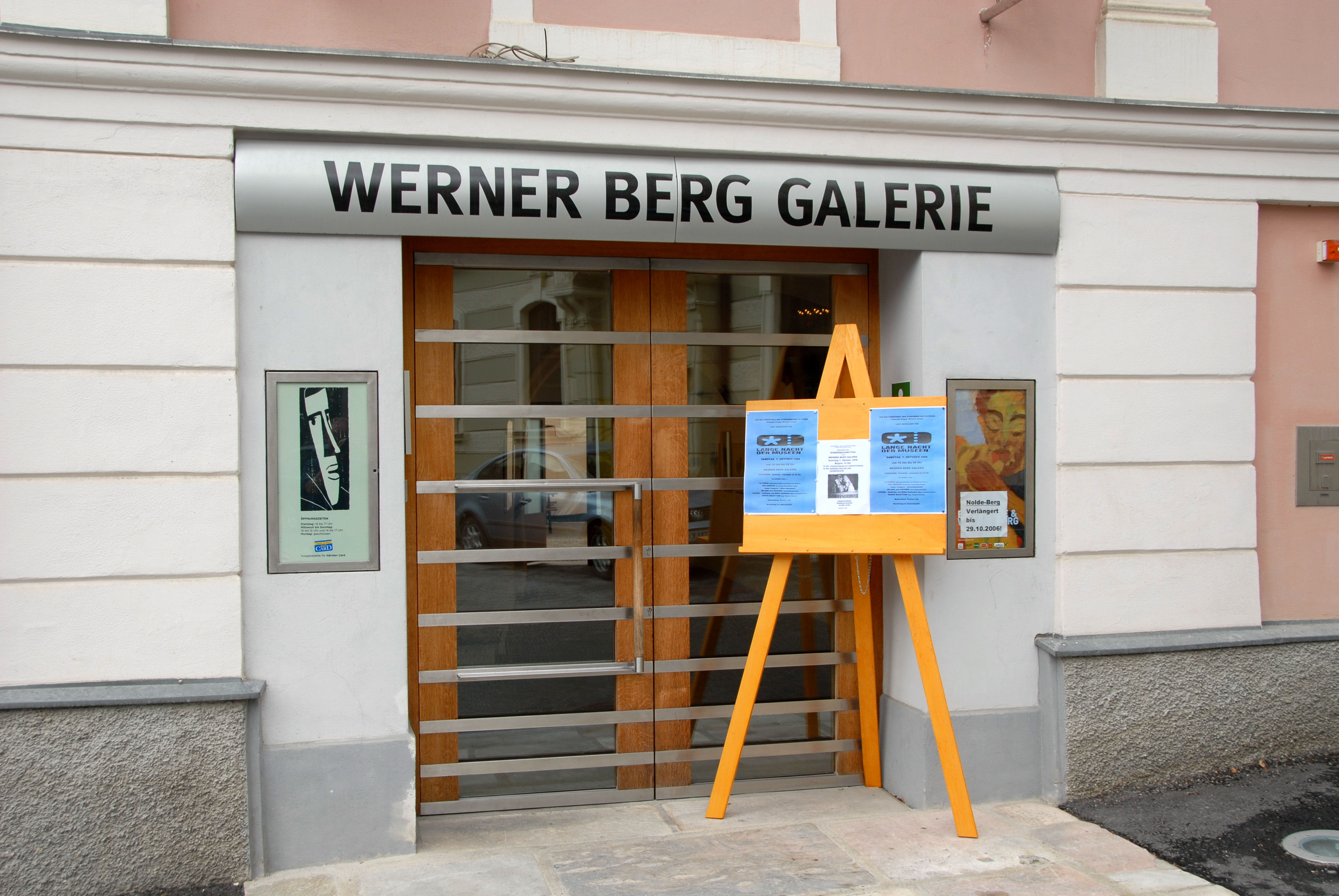
Werner-Berg-Galerie am Hauptplatz von Bleiburg

- Der Hauptplatz mit Pestsäule von 1724 ist umstanden mit Häusern aus dem 16. bis 18. Jahrhundert; die schlichten Fassaden stammen meist aus dem 19. Jahrhundert.
- Schloss Bleiburg ist ein Renaissancebau im Besitz der Grafen von Thurn-Valsassina. Ursprünglich im frühen 12. Jahrhundert auf einem Hügel über der Stadt errichtet, stammt die heutige Bausubstanz großteils aus dem frühen 17. Jahrhundert
- Die Pfarrkirche Hll. Petrus und Paulus ist ein spätgotischer Bau des 14. Jahrhunderts
- Slowenisches Kulturzentrum – Kulturni dom[35]
- Die Wallfahrtskirche Heiligengrab, ein Barockbau aus dem Jahr 1761 steht auf einem Kalvarienberg.
- Werner-Berg-Museum am Hauptplatz
- Kiki-Kogelnik-Elternhaus am Hauptplatz
- Gedenkpark am Bleiburger Feld (Loibacher Feld) mit mehreren Monumenten und einer Kapelle für die Opfer des Massakers von Bleiburg
- Der Freyungsbrunnen von Kiki Kogelnik ist eines der späten Hauptwerke der Künstlerin Kiki Kogelnik und wurde aus Anlass des 600-jährigen Jubiläums des Bleiburger Wiesenmarktes im Jahre 1994 geschaffen. Der Brunnen vor ihrem Elternhaus stellt den geflügelten St.-Lucas-Stier, das Wappentier von Bleiburg, dar. Der Brunnen dient auch als Aufstellungsort der Freyung, dem Symbol für das „freie Markten“. (Die Freyung wird jeweils eine Woche vor den großen Jahresmärkten aufgestellt.) Es sind auch Bestrebungen im Gange, eine „Kiki Kogelnik Galerie“ zu errichten, um so neben dem von ihr gestalteten Freyungsbrunnen eine weitere Dokumentation der Bleiburgerin präsentieren zu können.

Der seit 1983 bestehende Verein Kulturinitiative Bleiburg (KIB) veranstaltet unter anderem seit 1993 das Bleiburger Faschingskabarett.
2009 fand in Bleiburg – gemeinsam mit St. Paul im Lavanttal – die Europaausstellung statt.
Seit 1865 ist der Gesangsverein Bleiburg (Gemischter Chor Bleiburg) Veranstalter diverser Veranstaltungen wie das traditionelle Schloßhofsingen. Neben geistlicher und weltlicher Chormusik liegt dem Verein besonders das Kärntnerlied am Herzen.
Im Jahr 2014 bekam der Verein die bronzene „Walter von der Vogelweide“ Medaille verliehen.

## Wirtschaft und Infrastruktur
Seine abgeschiedene, unspektakuläre Lage macht Bleiburg zu einem Passivraum. Bleiburg liegt an der heute immer noch als Hauptbahnlinie ausgewiesenen, jedoch nicht elektrifizierten und eingleisigen Bahnlinie von Marburg (Slowenien) nach Franzensfeste (Südtirol). Diese wurde Anfang der 1860er Jahre gebaut und führt von Klagenfurt kommend über den 2010 neu erbauten Bahnhof Bleiburg (der rund 2 km außerhalb der Stadt liegt) und über den Holmecpass in das slowenische Mießtal. Der Bahnhof Bleiburg wird voraussichtlich 2025, mit der Fertigstellung der Koralmbahn ein wichtiger Güterbahnhof sein. Ursprünglich gelangte man über den Anschluss der Bahnstrecke Unterdrauburg–Knittelfeld im heute slowenischen Dravograd (Unterdrauburg) über Lavamünd wieder zurück nach Österreich. Bis 1964 wurde auf diese Art die bahnmäßige Anbindung des Lavanttals an den Rest Kärntens mittels Korridorverkehr bewältigt. Erst 1964 wurde die Nebenbahnlinie (Jauntalbahn) eröffnet, die Bleiburg mit St. Paul verbindet. Auf diese Weise bekam die Stadt mit der Bahnhaltestelle Bleiburg Stadt auch eine sehr zentrumsnah gelegene Zu- und Ausstiegsmöglichkeit. Die Bleiburger Schleife wurde im Zuge des Baus der Koralmbahn elektrifiziert.
Die Südautobahn sowie Grenzübergänge nach Slowenien (Mießtal, Unterdrauburg) liegen in der Nähe. Auf der Petzen befindet sich ein kleines Skigebiet. In der Nähe von Bleiburg befindet sich auch das Sommertourismusgebiet Klopeiner See.
Der größte Arbeitgeber in der Umgebung ist das Filterwerk Mahle (St. Michael ob Bleiburg) in der Nachbargemeinde Feistritz ob Bleiburg, welches knapp 1700 Mitarbeiter beschäftigt. Als regionaler Arbeitgeber von Bedeutung ist auch die Goiginger Kaserne Bleiburg des Österreichischen Bundesheeres.
Durch die Bleiburger Schleife soll die Gemeinde an die derzeit in Bau befindliche Eisenbahn-Hochleistungsstrecke Koralmbahn angeschlossen werden.
Von wirtschaftlicher Bedeutung ist auch der Bleiburger Wiesenmarkt mit seiner Landmaschinenausstellung. Der Wiesenmarkt wurde 1393 erstmals urkundlich erwähnt und findet jährlich um Ägidius (1. September) statt.
Die lokale Posojilnica-Bank (Spar- und Darlehenskasse) hat ihren Platz im regionalen Wirtschaftsleben sowie als Sponsor im Kulturleben und im Sport.

## Politik

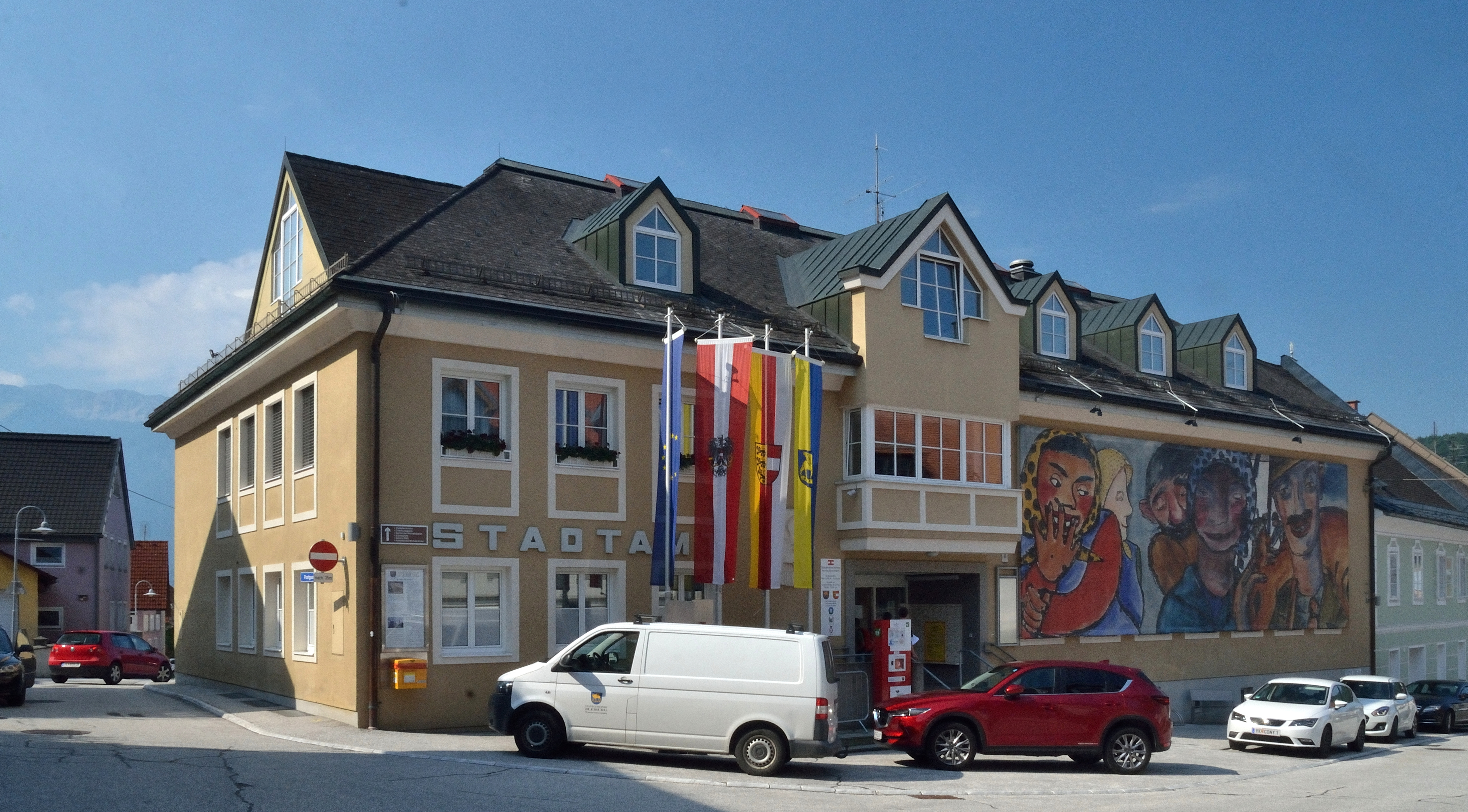
Stadtamt in Bleiburg

### Stadtrat und Bürgermeister
Der Stadtrat (Stadtregierung) von Bleiburg hat sechs Mitglieder. Direkt gewählter Bürgermeister ist Stefan Johann Visotschnig (SPÖ).

### Gemeinderat
Der Gemeinderat hat 23 Mitglieder.
- Mit der Gemeinderatswahl 2015 setzte er sich wie folgt zusammen: 10 ÖVP, 9 SPÖ und 4 EL.[37]
- Mit der Gemeinderatswahl 2021 setzt er sich wie folgt zusammen: 10 ÖVP, 9 SPÖ und 4 Enotna Lista (EL).[38]

### Wappen
Das Wappen von Bleiburg zeigt „in Blau auf einem goldenen Schriftband mit der Inschrift S. LVCAS einen nach rechts schreitenden herschauenden, goldenen Flügelstier.“
Die Verwendung eines Stadtsiegels kann zwar für bald nach 1322 angenommen werden, ist aber erst am 22. Juli 1428 erwähnt und an einer Urkunde vom 29. November 1650 erhalten; Schrift und Siegelbild weisen allerdings in die Zeit um 1320/30. Der Stier ist als Attribut des Evangelisten Lukas eindeutig und unstrittig, der Bezug zu diesem ist aber nicht überliefert und unklar, denn die Stadtpfarrkirche ist dem heiligen Petrus geweiht. Eine mögliche Deutung ist, dass in Bleiberg am Fest des heiligen Lukas ein Jahrmarkt abgehalten wurde. Die Führung des Wappens wurde der Stadtgemeinde am 10. September 1969 bestätigt. Die Fahne von Bleiburg ist Blau-Gelb mit eingearbeitetem Wappen.

### Ortstafelstreit
Seit den 1970er-Jahren ist Bleiburg auch in den Kärntner Ortstafelstreit verwickelt.
Schon 2001 hatte der Verfassungsgerichtshof (VfGH) zum Kärntner Ortstafelstreit ein Grundsatzurteil (Aufstellung in den Gemeinden mit 10-%-Anteil binnen Jahresfrist) gefällt. Im Dezember 2005 entschied der VfGH, dass auf den Ortstafeln von Bleiburg und Bleiburg-Ebersdorf neben der deutschen auch die slowenischen Ortsbezeichnungen Pliberk und Drveša vas angeführt werden müssen. Darauf wurden die Tafeln stattdessen vom seinerzeitigen Landeshauptmann Jörg Haider in einer Presseaktion am 8. Februar 2006 um einige Meter versetzt, sodass sie so einer neuen Verordnung unterlagen, für die das VfGH-Urteil nicht galt. Diese als Ortstafelverrückung bekannt gewordene Maßnahme wurde am 26. Juni 2006 vom VfGH für rechtswidrig befunden. Daraufhin wurden kleine Tafeln als Zusatztafeln montiert. Folge waren Amtsmissbrauchs-Vorerhebungen gegen Haider und Straßenbaureferent Gerhard Dörfler. Am 9. Juli 2010 befand der VfGH auch diese Lösung für unzulässig und forderte Beschriftung beider Namensvarianten in gleicher Schriftgröße. Vom damaligen Landeshauptmann Dörfler als „Fehlurteil“ bezeichnet, wurden trotzdem binnen weniger Tage urteilskonforme Tafeln aufgestellt.

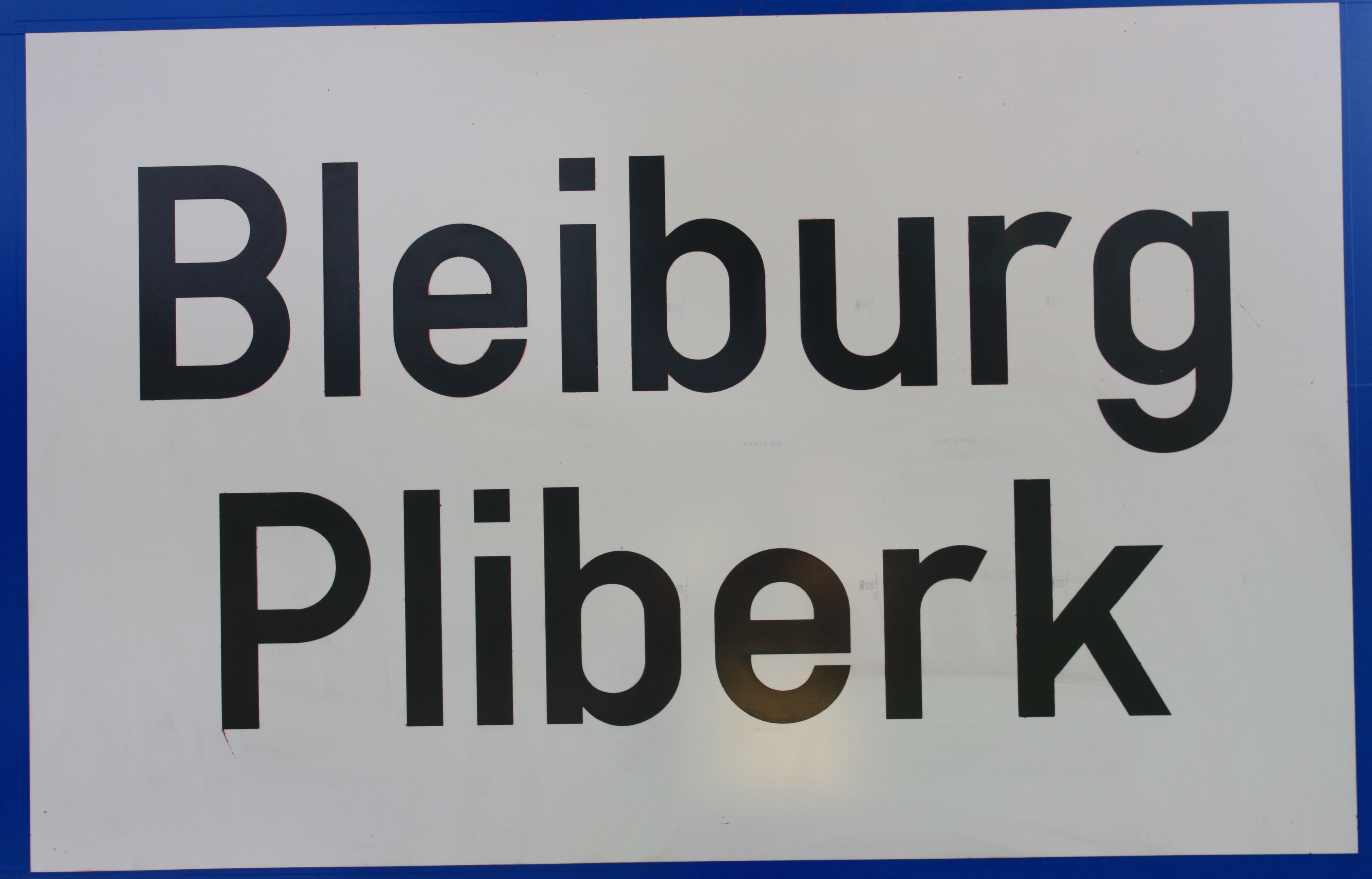
Ortstafel Bleiburg – Pliberk
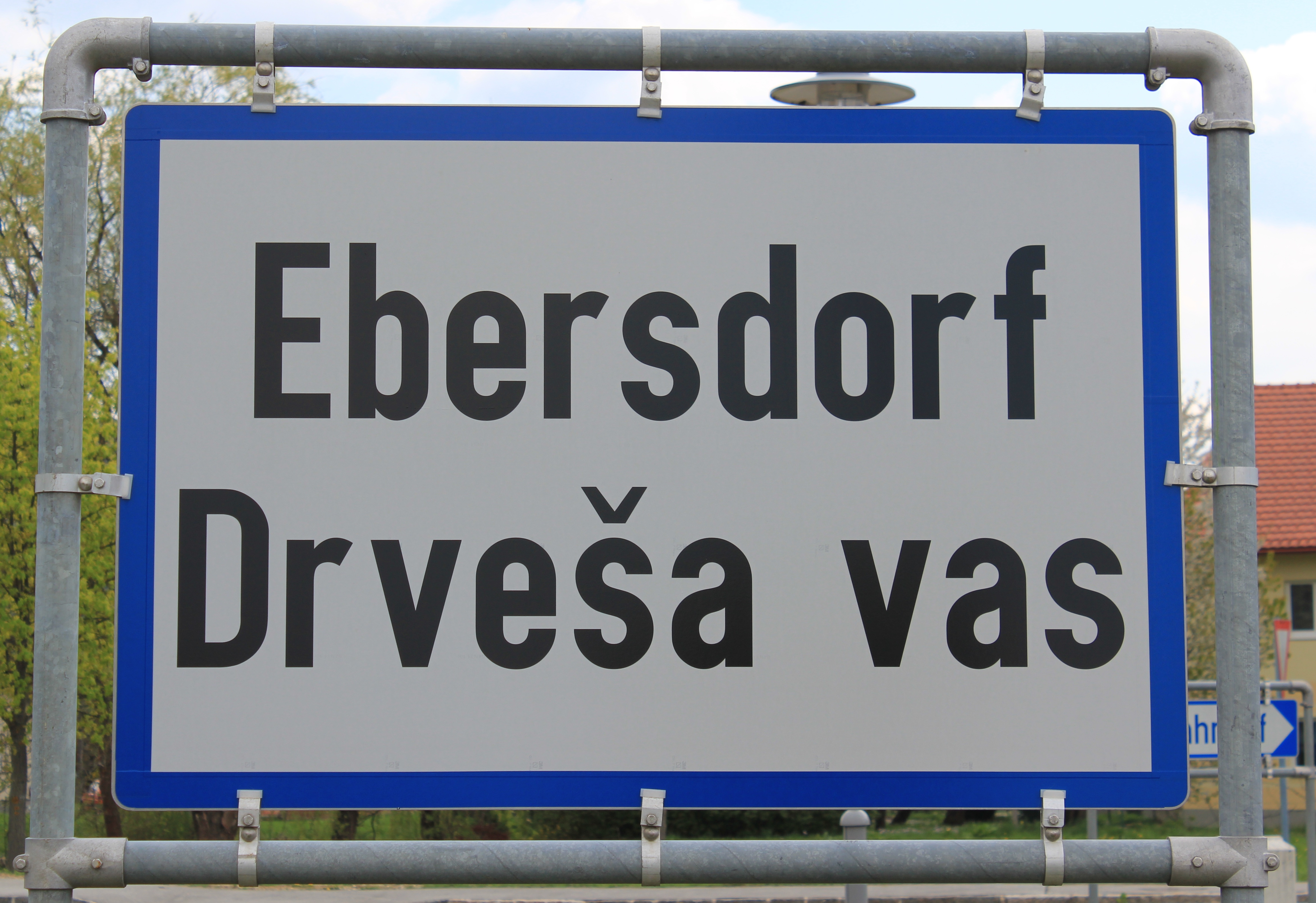
Ortstafel Ebersdorf – Drveša vas
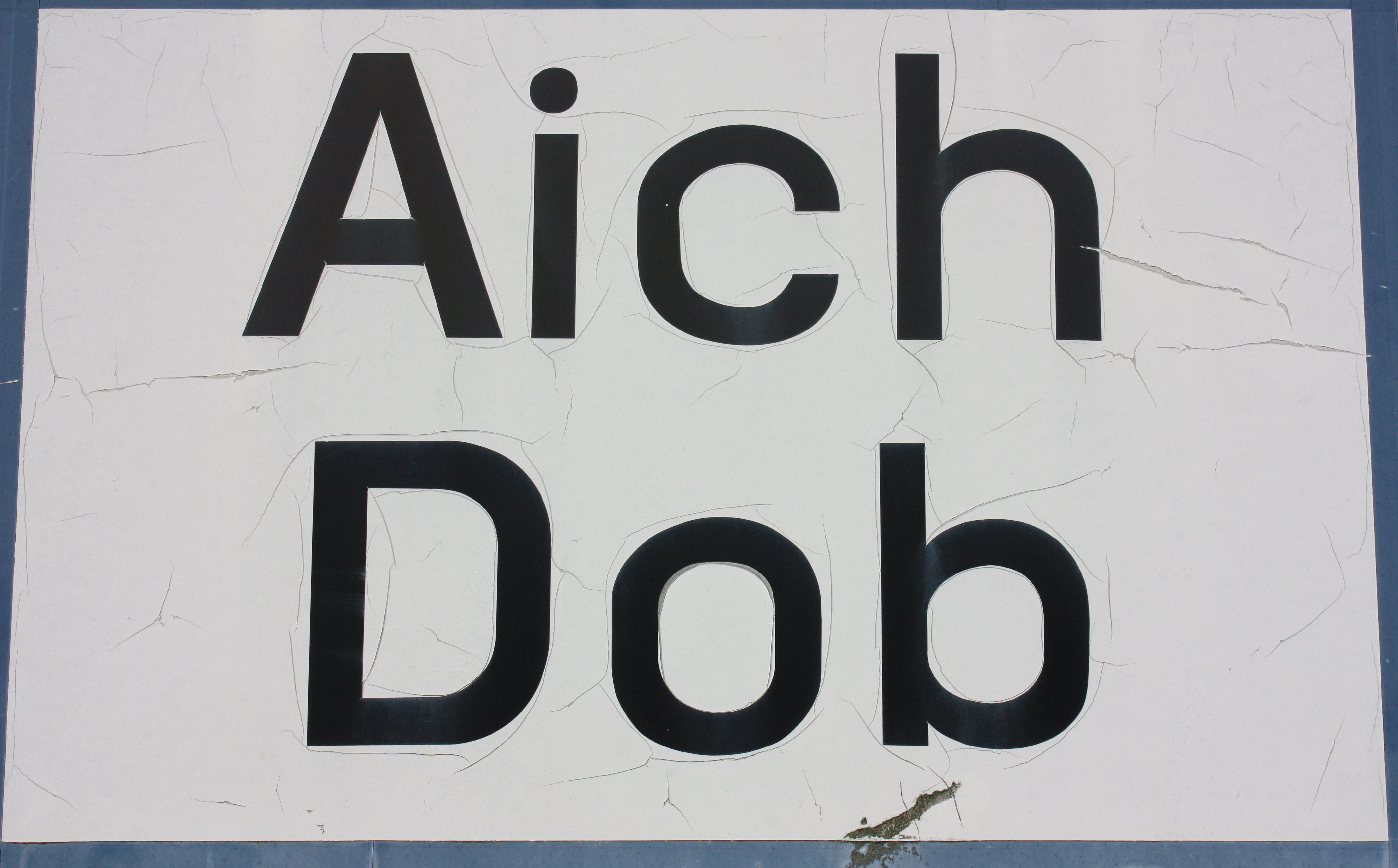
Ortstafel Aich – Dob
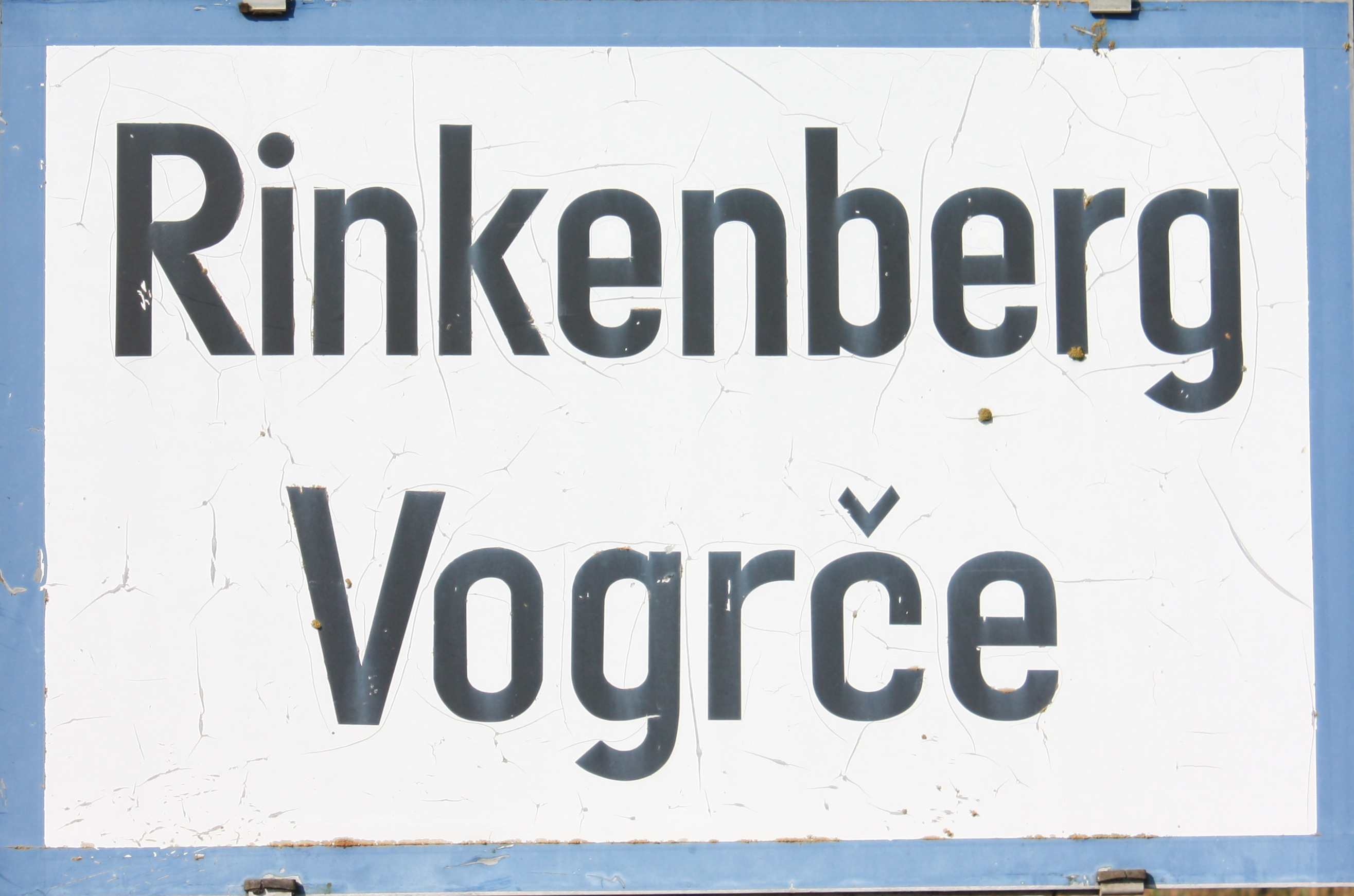
Ortstafel Rinkenberg – Vogrče
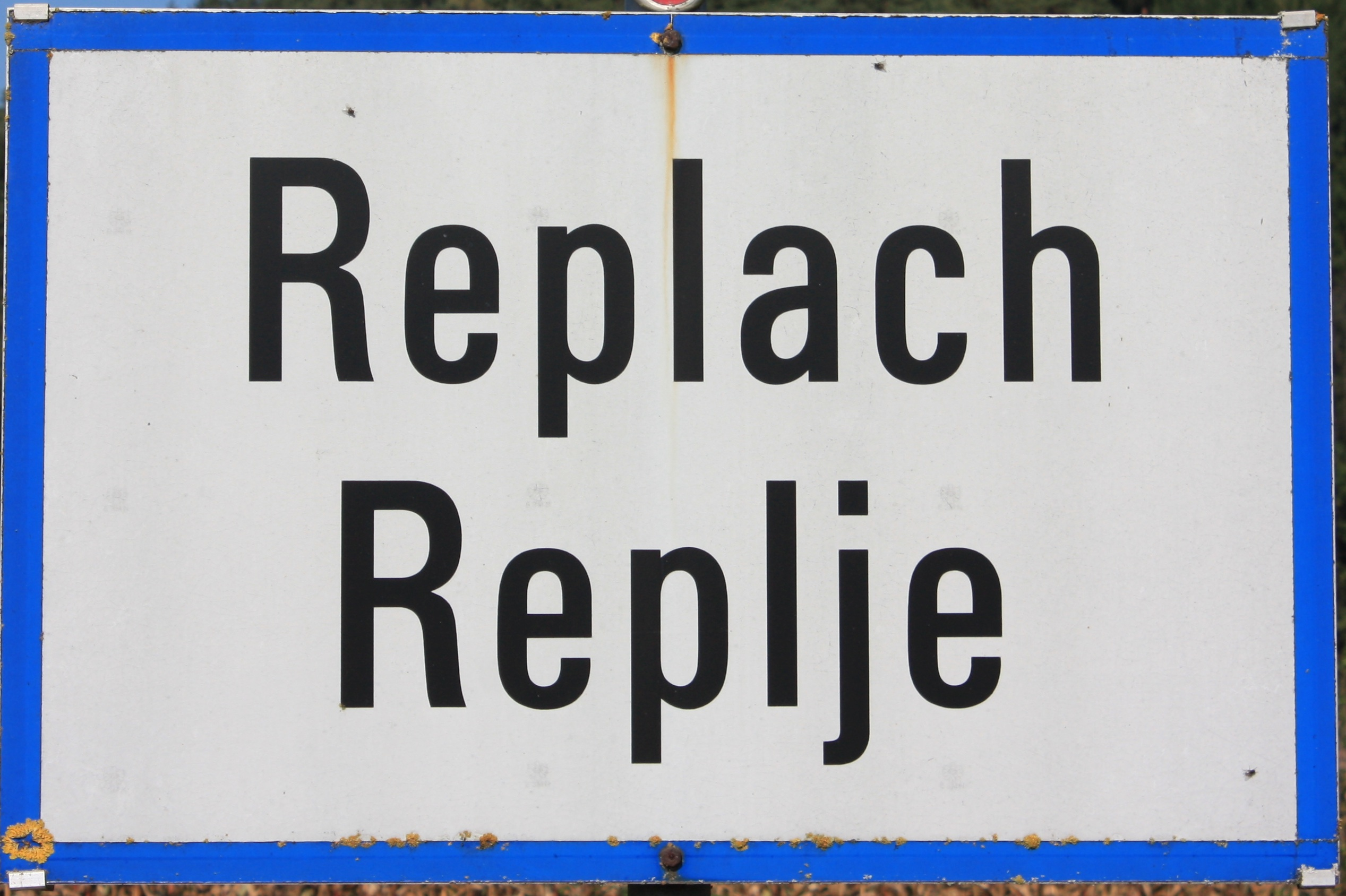
Ortstafel Replach – Replje
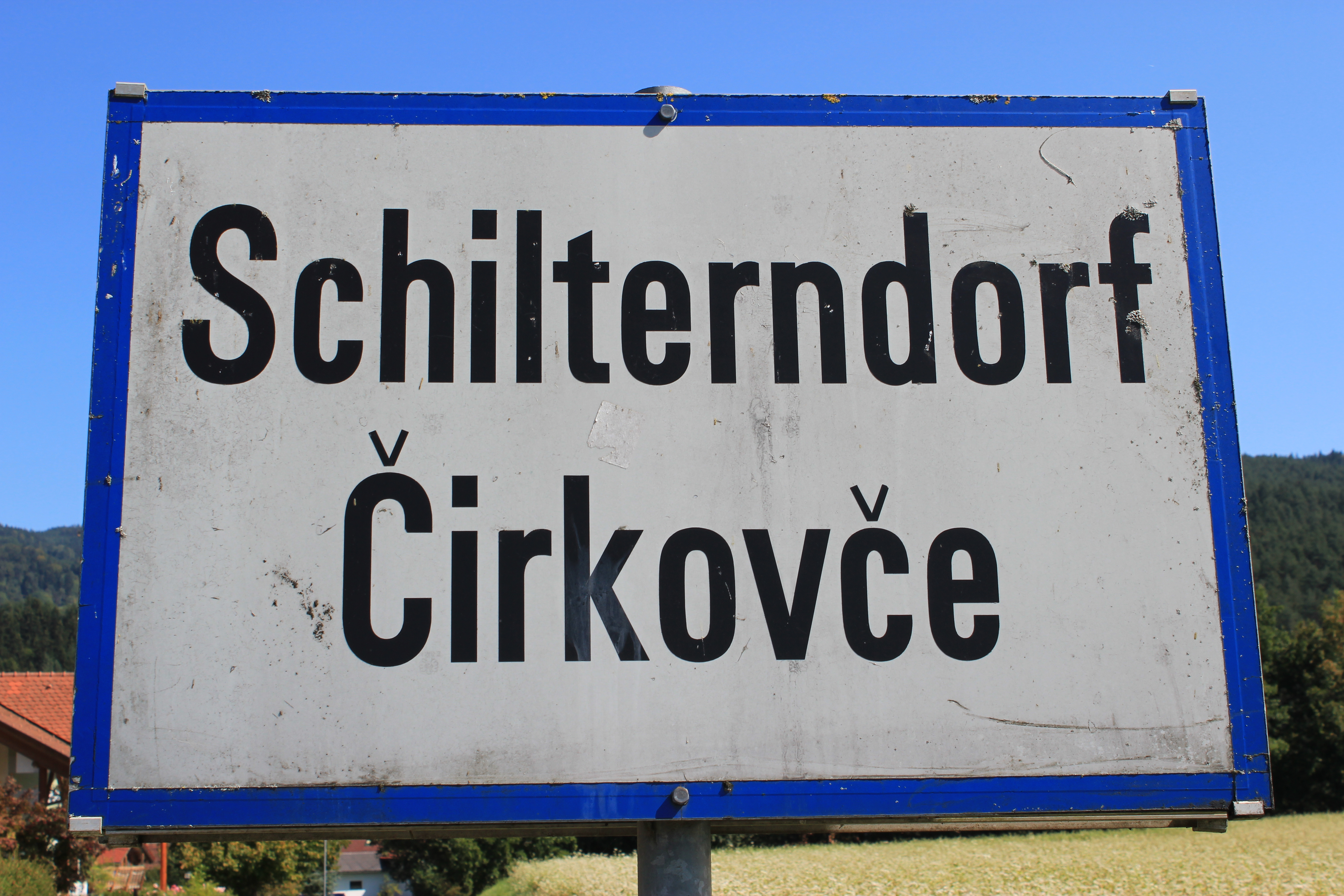
Ortstafel Schliterndorf – Čirkovče
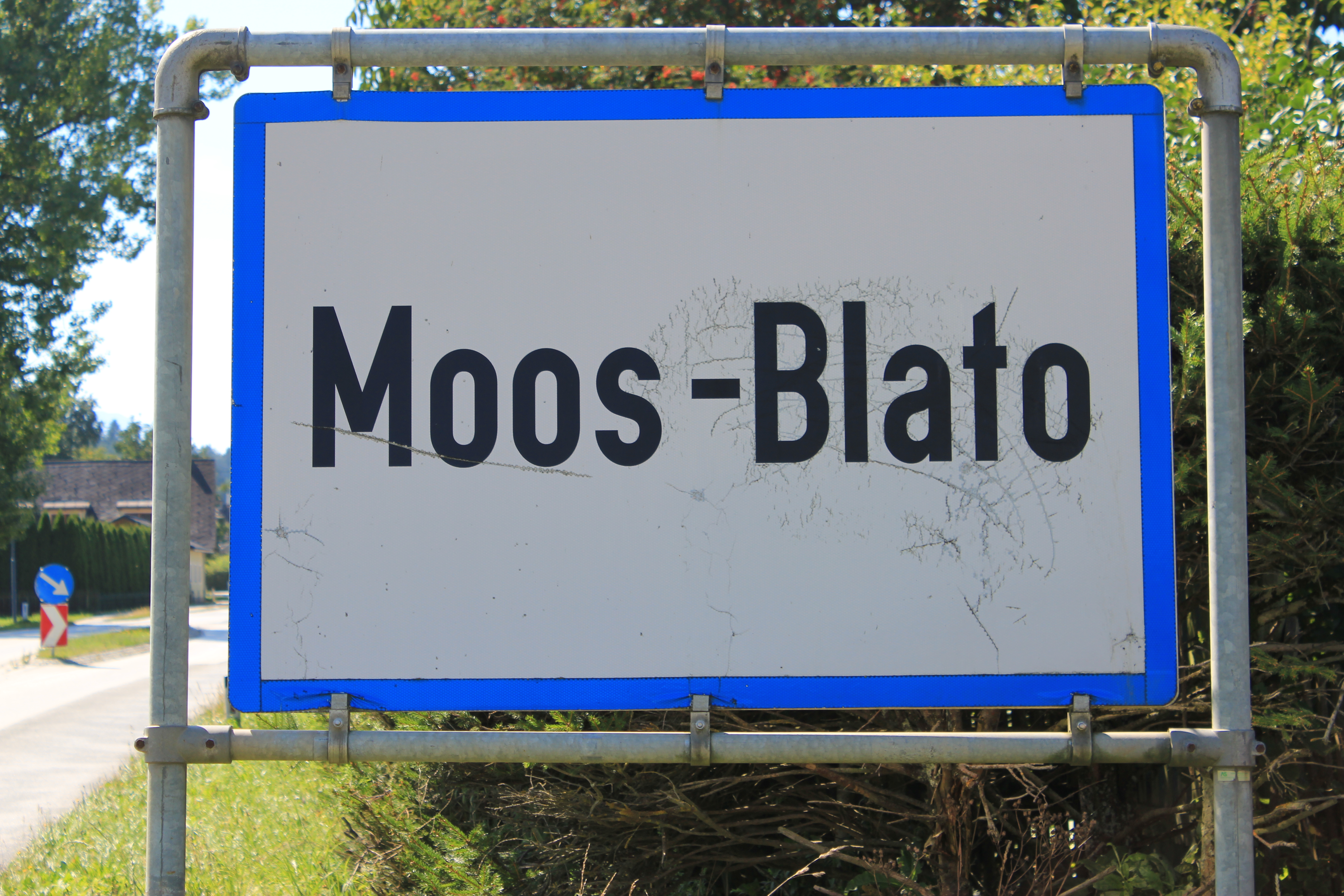
Ortstafel Moos – Blato

## Sport

### Vereinssport
Bleiburg ist in sportlicher Hinsicht nicht nur ein Zentrum Unterkärntens und des Bezirkes Völkermarkt, sondern beherbergt auch österreichweit bedeutende Sportvereine.
Der wohl erfolgreichste Sportverein ist der Volleyballklub SK Posojilnica Aich/Dob. Gegründet vom ehemaligen österreichischen Nationalspieler Gerhard Kitzinger, Anfang der 80er Jahre in der kleinen – nördlich von Bleiburg gelegenen Ortschaft Aich, slow. Dob – schaffte der Verein 1991 den Aufstieg in die österreichische Bundesliga. Die größten Erfolge waren die 2. Plätze im Cup 2007 und 2000 sowie Serien-Europacupteilnahmen (erstmals 1997). 2011 und 2012 wurde der Verein Österreichischer Vize-Meister und 2013 Österreichischer Meister der Austrian Volley League.
Ein weiterer höchst erfolgreicher Verein aus Bleiburg ist der PPC-Bleiburg – ein Billard-Club. Etliche Staatsmeistertitel in vielen Altersklassen und Kategorien gehen auf das Konto des Vereines. Das Clubräumlichkeiten des PPC-Bleiburg sind im Kulturni dom.
Der SVG Petzenland Bleiburg wurde als Sportverein Grenzland Bleiburg 1946 gegründet und ist der Traditionsverein Südkärntens. Der SVG ist zweimaliger Kärntner Meister 1991 und 2007, war von 1977 bis 1996 über 19 Jahre „unabsteigbarer“ Bestandteil der Kärntner Landesliga und wurde nach dem Aufstieg in die neu geschaffene Regionalliga Mitte (Kärnten, Steiermark, Oberösterreich, Österreichs dritthöchste Spielklasse) auch in dieser Liga etabliert. 2006 musste man allerdings erstmals seit 1973 wieder einmal absteigen. In der darauffolgenden Saison in der Kärntner Landesliga dominierte man diese allerdings. Nach einer Saison ist der Verein 2008 wieder aus der Regionalliga Mitte abgestiegen.
Der SAK Klagenfurt/Celovec betreibt seit 1992 in Wiederndorf/Vidra vas ein Fußballnachwuchszentrum mit der Bezeichnung SAK Pliberk mit 8 Mannschaften aller Alterskategorien, von der U7 bis zur U18.

### Breitensport
Bleiburg bietet vielfältige Möglichkeiten der Sportausübung im Breitensportbereich, sei es innerhalb von Vereinen wie außerhalb der organisierten Sportausübung. Beispielhaft seien erwähnt der Schisport nordisch wie alpin (Nähe zum Schigebiet Petzen), Laufen, Radfahren (hervorragendes Radwegnetz), Schwimmen und Baden (Nähe zu Kärntner Seen, Freibad), Breitensportvereine wie die Heiligengraber Gemeinschaft mit einem vielfältigen Sportangebot, Tennis (TC Bleiburg), Extremsportarten (Paragleiten, Bungy-Jumping und Rocket-Jump von der Jauntalbrücke).
Durch Bleiburg verläuft auch der Südalpenweg, ein österreichischer Weitwanderweg.

### Motorsport
Das an verschiedenen internationalen Serien teilnehmende Motorsportteam Zele Racing ist in Bleiburg ansässig.

## Persönlichkeiten

### Söhne und Töchter der Gemeinde
- Johann Writz (1805–1876), Grundbesitzer und Politiker
- Josef von Metnitz (1861–1905), Zahnarzt
- Michael Skubl (1877–1964), Polizist und Politiker (VF)
- Josef Witternigg (1881–1937), Politiker
- Friedrich Capelari (1884–1950), Maler und Xylograph
- Milka Hartman (1902–1997), bedeutende slowenische Dichterin und Volkspoetin, in Unterloibach/Spodnje Libuče bei Bleiburg geboren
- Bertl Petrei (1919–2004), Journalist
- Janko Messner (1921–2011), bedeutender slowenischer politischer Schriftsteller, in Bleiburg geboren
- Ida Weiss (1925–2009), Schriftstellerin
- Gerhard Rothenbuchner (1929–2017), Endokrinologe und Hochschullehrer
- Pavel Zdovc (* 1933), Sprachwissenschafter
- Paul Apovnik (* 1935), Jurist, Publizist und Lexikograph
- Johann Kresnik (1939–2019), Choreograf, Tänzer und Theaterregisseur, in Sankt Margarethen geboren
- Harald Raffer (* 1956), Journalist, Schriftsteller, Lehrbeauftragter der Universität Klagenfurt
- Andreas Leben (* 1966), Slawist, Literaturwissenschaftler und Übersetzer, in Bleiburg geboren
- Markus Hein (* 1972), Informatiker und Politiker, in Bleiburg geboren

### Mit der Gemeinde verbundene Persönlichkeiten

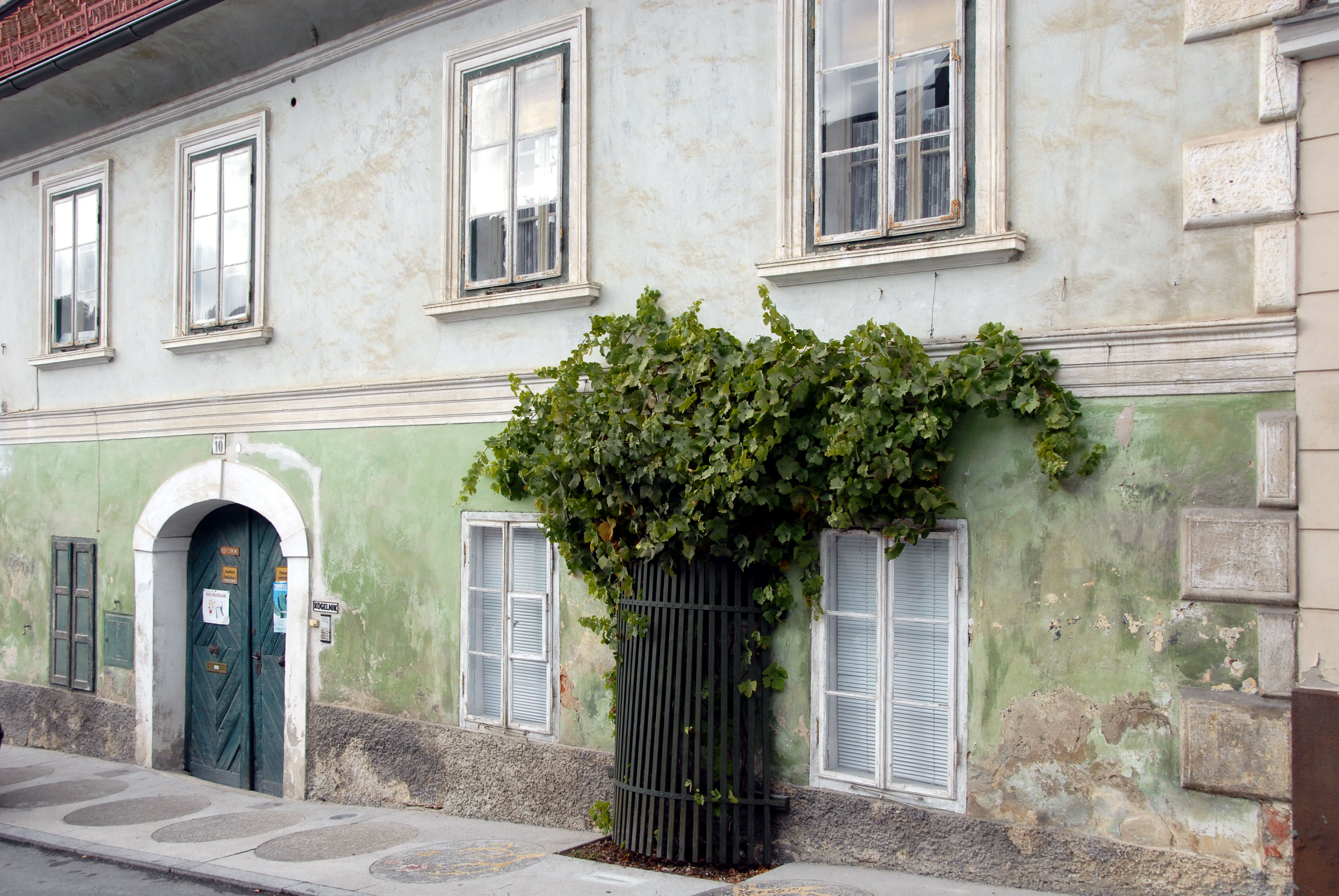
Elternhaus von Kiki Kogelnik am Bleiburger Hauptplatz

- Werner Berg (1904–1981), Künstler, verbrachte einen Teil seiner Schaffenszeit in Bleiburg
- Franz Brandl (1928–2012), Künstler, insbesondere in Bleiburg tätig gewesen
- Raimund Grilc (* 1950), Mittelschulprofessor und Politiker (ÖVP)
- Kiki Kogelnik (1935–1997), Pop-Art-Künstlerin, in Bleiburg aufgewachsen
- Hubert Fabian Kulterer (1938–2009), Aktionskünstler und Dichter
- Karlheinz Miklin (1946–2019), Jazzmusiker, Komponist und Universitätslehrer, in Bleiburg aufgewachsen
- Hugo Ramnek (* 1960), Schriftsteller, Schauspieler und Theaterpädagoge
- Rainer Schönfelder (* 1977), ehemaliger Skiläufer und mehrfacher Olympiamedaillengewinner
- Daniel Wriessnig (* 1978), Fußballspieler, -trainer und -funktionär, Politiker (ÖVP)